# Mauro Antonio Tesi
Pour les articles homonymes, voir Tesi.
Mauro Antonio Tesi  (également appelé Maurino), né le 15 janvier 1730 à Montalbano (une frazione de Zocca) près de Modène, et mort le 18 juillet 1766 à Bologne, est un peintre italien de la fin de l'ère baroque, actif principalement à Bologne au XVIIIe siècle.

## Biographie
Il est né le 15 janvier 1730 à Montalbano (une frazione de Zocca) près de Modène.

## Œuvres
- Dessins pour le fronton au-dessus d'une porte, Courtauld Institute of Art, Londres, Angleterre.
- Capriccio avec une Villa à Palladio (vers 1760), National Gallery of Art, Washington.
- Ébauche (vers 1755), National Gallery of Art, Washington.
- Fresques, chapelle du saint Sacrement, église San Martino Maggiore, Bologne.